# 티아테라

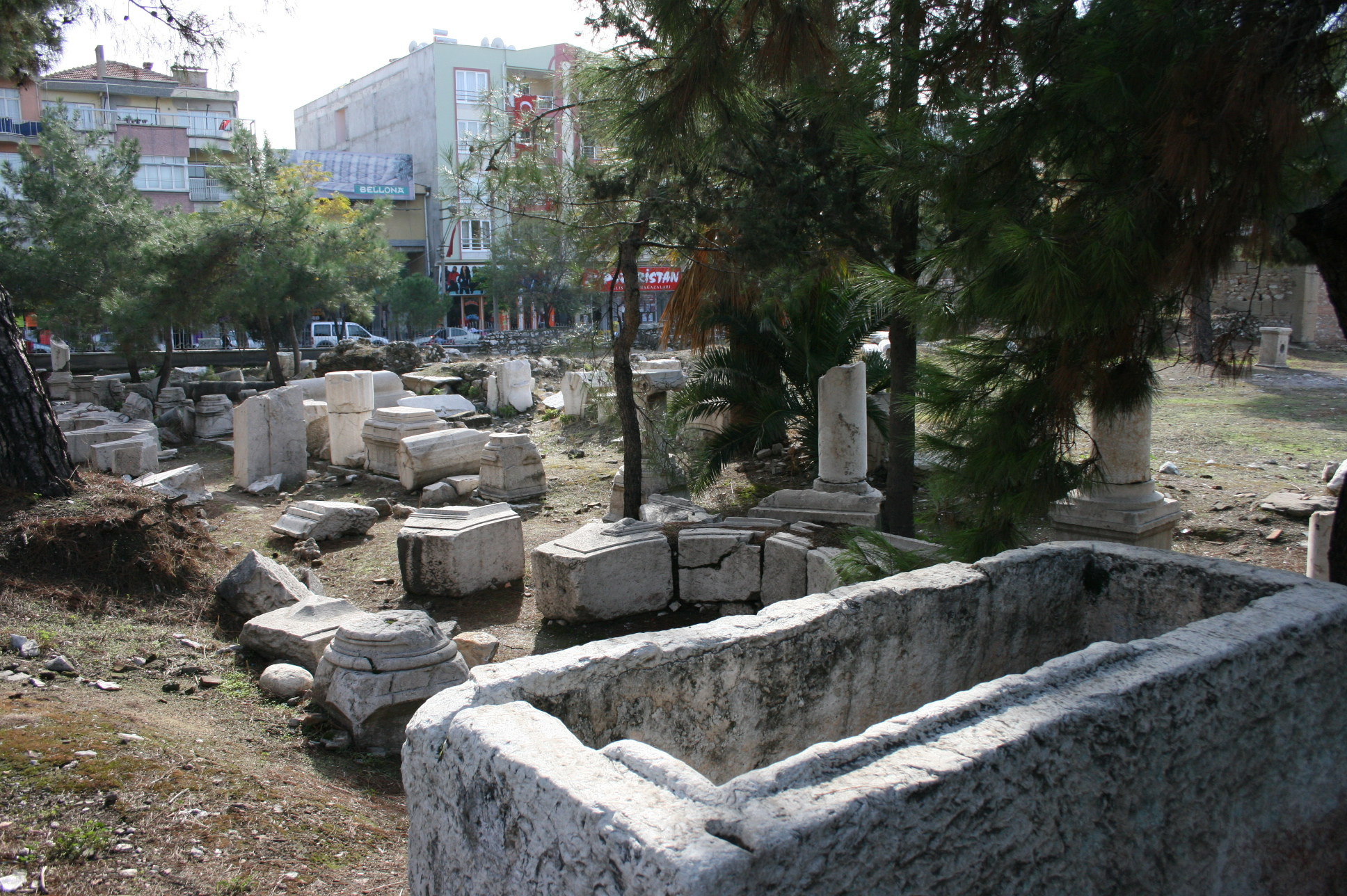
도시 유적

티아테라 또는 두아디라(Thyatira, Thyatira, 고대 그리스어: Θυάτειρα)는 소아시아에 있는 고대 그리스 도시의 이름으로, 현재는 마니사 지방의 현대 터키 도시 악히사르("흰 성")이다. 이 이름은 리디아어로 추정된다. 튀르키예의 서쪽 끝, 이스탄불의 남쪽, 아테네의 거의 정동쪽에 위치해 있다. 에게해에서 약 80km 떨어져 있다.

## 역사
펠로피아(고대 그리스어: Πελόπεια)와 세미라미스(고대 그리스어: Σεμιραμις)라는 고대 그리스 도시였으며 기원전 290년 헬레니즘 시대에 셀레우코스 1세 니카토르 왕에 의해 두아디라(Θυάτειρα)로 이름이 바뀌었다. 그는 아내가 딸을 낳았다는 것을 알았을 때 Lysimachus와 전쟁 중이었다. 비잔티움의 스테파누스(Stephanus of Byzantium)에 따르면, 그는 이 도시를 그리스어 θυγάτιρ, θυγατέρα(thugatēr, thugatera)에서 유래한 "Thuateira"라고 불렀는데, 이는 "딸"을 의미하지만 더 오래된 리디아 이름일 가능성이 높다. 고전 시대에는 두아디라가 루디아와 무시아의 경계에 있었다. 로마시대(1세기)에는 염색시설로 유명하고 자색옷감 무역의 중심지였다. 도시의 고대 유적 가운데, 도시의 염색공 길드와 관련된 비문이 발견되었다.
초기 기독교 시대에 두아디라는 요한계시록에 나오는 일곱 교회 중 하나로 언급되는 중요한 기독교 교회의 본거지였다. 계시록에 따르면, 자칭 선지자라고 불리는 이세벨이라는 여자가 두아디라의 그리스도인들을 가르치고 꾀어 성적 부도덕을 범하고 우상의 제물을 먹게 했다. 그러나 벤슨(Benson)과 도드리지(Doddridge)와 같은 일부 주석가들은 여기 두아디라에서 자행되고 있는 것은 열왕기서에 언급된 이세벨이 이스라엘에서 조장한 배교와 동일하며 여기서 그녀의 이름을 사용하는 것은 그러한 배교를 직접적으로 언급하는 것이라고 결론 내렸다. 실제로 도드리지가 지적했듯이 "유사함이 너무 커서" 그의 견해로는 "표현되는 것과 동일한 이단"이다.
사도 바울과 실라는 바울의 두 번째 또는 세 번째 여행 중에 두아디라를 방문했을 수도 있다(행 16:13-16). 그들은 두 번째 여행 동안 근처에 있는 이름이 알려지지 않은 여러 작은 마을을 방문했다. 빌립보에 있는 동안 바울과 실라는 두아디라 출신의 루디아라는 여자와 함께 지냈는데, 루디아는 그들이 감옥에 갇혔다가 풀려난 후에도 계속해서 그들을 도왔다.
366년 두아디라 근처에서 벌어진 전투에서 로마 황제 발렌스(Valens)의 군대가 로마의 강탈자 프로코피우스(Procopius)를 물리쳤다.

## 같이 보기
- 티아테라-그레이트브리튼 그리스 정교회 관구 대교구